# أم عج
أم عج قرية سوريّة تتبع إداريّاً لمحافظة حلب منطقة جبل سمعان ناحية تل الضمان، بلغ تعداد سكانها 378 نسمة حسب التعداد السكاني لعام 2004.